# Templo Sinaí
El Templo Sinaí (en inglés: Temple Sinai) es una sinagoga reformista ubicada en 3509 S. Glencoe en Denver, Colorado, Estados Unidos. 
Se trata de una sinagoga completa que funciona con una escuela religiosa que atiende a niños en edad preescolar a través de estudiantes de confirmación. Los servicios se realizan cada viernes por la noche, sábado por la mañana, y los días festivos. 
La sinagoga tiene un gran mural multicolor de niños jugando, con objetos rituales judíos y palabras en hebreo. El edificio actual fue construido en 1996.